# Amelia Eve
Amelia Eve (* 2. Februar 1992 in London als Amelia McLelland) ist eine britische Filmschauspielerin.

## Leben
Amelia Eve wurde am National Youth Theatre in London zur Schauspielerin ausgebildet und hatte ab 2011 bereits Auftritte in einigen Kurzfilmen und Musikvideos. 2020 spielte sie die Gärtnerin „Jamie“ in der Netflix-Miniserie Spuk in Bly Manor sowie „Cass“ im Film Big Boys Don’t Cry. 2021 spielte sie die Hauptrolle in den Horrorfilmen Shadowland und The Darkness.

## Filmografie (Auswahl)
- 2018: Enterprice (Fernsehserie, Folge 1x01 Hoops 'n' Dreams)
- 2020: Spuk in Bly Manor (The Haunting of Bly Manor, Miniserie, 9 Folgen)
- 2020: Big Boys Don’t Cry
- 2021: Shadowland
- 2021: The Darkness (Dorcha)
- 2022: Phea
- 2022: Leopard Skin (Fernsehserie, 8 Folgen)
- 2023: The Blind